# На безіменній висоті (телесеріал)
«На безіменній висоті» (рос. На безымянной высоте) — російсько-білоруський військово-драматичний телесеріал режисера В'ячеслава Нікіфорова, сценариста Юрія Чернякова. Показувався також в скороченому вигляді під назвою «Висота 89».
У телесеріалі показана драматична історія штурму безіменної висоти. Масштабні батальні сцени, побутові замальовки військових буднів пронизані складним особистісним ставленням героїв картини до війни й один одного.

## Сюжет
Німецько-радянська війна, кінець літа 1944 року, переломний момент у звільненні території Радянського Союзу від нацистів. У полк прибуває поповнення. Доля звела на безіменній висоті кадрового офіцера і колишнього кримінальника, військового перекладача і чемпіонку зі стрільби — снайпера. 
Дорогою у фронтову частину, сівши в одну полуторку, зустрічаються відсидівший за хуліганство колишній зек Малахов (Олексій Чадов) і снайпер Ольга (Вікторія Толстоганова). Він — рядовий, безтурботний хлопець, який досі не нюхав пороху, вірить у те, що він заворожений від куль; вона — колишня чемпіонка зі стрільби, а нині сержант, досвідчений снайпер, який має на рахунку 25 нацистів. Поруч з ними їде з госпіталю старшина Бессонов (Олександр Пашутін). Машина потрапляє під обстріл — на дзвіниці біля розвилки доріг засів кулеметник. Тут проходить бойове хрещення Малахова, а Ольга «знімає» чергового нациста.
Потрапляють вони всі в одну частину. Ольга вступає в протиборство з німецьким снайпером, Малахов потрапляє в розвідроту.
Розвідники ніяк не можуть виконати завдання взяти «язика» — заважає німецький снайпер, відстрілюючи «язиків» після захоплення. Ольга ніяк не може знищити снайпера, він виявився досвідченим офіцером військ СС, учасником битв у Північній Африці.
У частині назріває весілля військового перекладача Кості Горєлова (Роман Подоляко) і зв'язкової Ліди Костроміної (Катерина Вуличенко). Повертаючись зі штабу в частину на полуторці, Костя напоровся на диверсантів, які б'ють його прикладом в очі і захоплюють машину. Але лейтенант Малютін (Володимир Яглич), якого полуторка зустріла по дорозі, розпізнав противника і знищив. Костя залишається живий, але осліп.
Лейтенант Малютін, призначений в розвідроту, закохується у молоденьку зв'язкову Катю Соловйову (Анна Казючиц), а Малахов шукає шляхи до серця Ольги.
Співпереживаючи почуттям Ольги з приводу невдач з ворожим снайпером, Малахов робить відчайдушну, але невдалу спробу з фінкою в руках вбити того. Снайпер багато разів бачив його через приціл, але тільки лякав, вважаючи ненормальним. Він пощадив його і цього разу, вважаючи, що Малахов зможе привести його до Ольги.
На ділянці фронту, де стоїть частина, назріває наступ. Але безіменна висота на шляху наступу — загадка. Невідомо, наскільки сильно вона укріплена, які сили стоять за нею. Приймається рішення провести розвідку боєм, і для такого завдання необхідні досвідчені бійці. На основі розвідроти створюється група добровольців, включаючи і штрафників, яких у капітана-особіста відбив командир частини майор Іноземцев (Андрій Голубєв). У частині грається весілля між Гореловим і Костроміною і всі, крім них, йдуть у бій. Для багатьох цей бій стає останнім.
Ольга знищує ворожого аса-снайпера, загін Малютіна в запеклому бою ціною величезних втрат захоплює висоту. Єдиним, хто вцілів, залишається Малахов.

## Ролі
- Вікторія Толстоганова — Ольга Позднєєва, снайпер
- Олексій Чадов — Микола Малахов
- Володимир Яглич —  Олексій Малютін
- Олександр Пашутін —  Бессонов Іван Семенович
- Андрій Голубєв —  майор Іноземцев
- Анатолій Кот —  особіст Шульгін
- Анатолій Гущін —  Прохор
- Микола Чиндяйкин —  Єгоров
- Роман Подоляко —  Костя Горєлов
- Катерина Вуличенко —  Ліда Костроміна
- Геннадій Гарбук —  Марек, господар хутора
- Ірина Нарбекова —  Єва
- Олександр Самойлов —  Нефьодов
- Надія Винокурова — Ася
- Ганна Казючиць — Катя Соловйова
- Іван Павлов — Степан Каморін
- Віталій Котовіцький —  Михайло Лопатін
- Володимир Міщанчук —  Самсонов
- Василь Скрипкін —  німецький снайпер-ас
- Віктор Рибчинський —  офіцер штабу
- Володимир Золотухін —  військлікар

## Виробництво
Зйомки відбувалися в Білорусі, на 227-му загальновійськовому полігоні під Борисовим, поряд зі знаменитою річкою Березина.
Серіал змонтований у двох варіантах: міні-телевізійний серіал (4 серії) і окремий повнометражний фільм («Висота 89», 2006 р).

## Музика
Пісня «Солдат»: музика Аріадна Нікіфорова, слова — Михайло Львів Маліков, виконання — Олександр Маршал

## Критика
Рейтинг фільму на КиноПоиск.ru — 7,5/10, IMDb — 6,9/10.